# Херсонка (Павлодарская область)
Херсонка (каз. Херсонка) — упразднённое село в Успенском районе Павлодарской области Казахстана. Входило в состав Павловского сельского округа. Ликвидировано в 2001 г.

## Население
В 1989 году население села составляло 5 человек. По данным переписи 1999 года в селе отсутствовало постоянное население.